# Wołgograd Ariena
Wołgograd Ariena (ros. Волгоград Арена) – wielofunkcyjny
 stadion sportowy klasy międzynarodowej w Wołgogradzie, zbudowany na potrzeby Mistrzostwa Świata w Piłce Nożnej w 2018 w Rosji. Stadion powstał w niecce byłego Stadionu Centralnego, nad brzegiem Wołgi u stóp Kurhanu Mamaja. Na stadionie rozegrane zostały cztery mecze fazy grupowej. Po organizacji mistrzostw stadion stał się głównym stadionem klubu piłkarskiego Rotor Wołgograd, oraz być zapleczem organizacyjnym dla różnego rodzaju imprez masowych.

## Opis
Stadion został zaprojektowany przez moskiewską pracownię FSUE „Sport-Engineering”, która wygrała otwarty konkurs, moskiewską PI Arena, oraz niemiecka pracownię Gerkan, Marg and Partners. Generalnym wykonawcą robót jest Stroytransgaz.
Projektowana pojemność stadionu w przypadku spotkań piłkarskich ma wynosić 45 568 miejsc, w tym:
- 2 280 miejsc dla prasy
- 640 miejsc dla VIP-ów
- 460 miejsc dla osób o ograniczonej sprawności ruchowej[3].

Zewnętrzna część stadionu to przewrócony ścięty stożek o wysokości konstrukcyjnej 49,5 metra i średnicy około 303 metrów, całkowita powierzchnia stadionu wynosi 123 970 metrów kwadratowych. 
Fasada stadionu jest ukośną konstrukcją nośną z siatki belek całkowicie niezależną od żelbetowej konstrukcji trybun, której główne elementy nośne przecinają się i są połączone na górze metalową belką pierścieniową. Przekreślone przekątne elementy tworzą zamknięte kształty w kształcie rombu, które różnią się wysokością i szerokością. Wewnątrz romboidalne formy są podzielone na jeszcze mniejsze elementy i ma nawiązywać do wzoru fajerwerków po zwycięstwie w wielkiej wojnie ojczyźnianej.
Pokrycie dachowe wykonane jest z przezroczystego materiału fluoropolimerowego EFTE, użytego m.in.: w przypadku niemieckiego stadionu Allianz Arena. Materiał ten ma zwiększoną wytrzymałość, odporność na warunki atmosferyczne i zdolność „samooczyszczania się” dzięki przyczepnej powierzchni.

## Komunikacja
Głównymi elementami struktury transportowej obsługującej teren stadionu są: dworzec kolejowy ze stacją bezpośrednio pod Kurhanem Mamaja, aleja Lenina, która jest główną autostradą miasta przebiegająca bezpośrednio wzdłuż stadionu i ekspresowym tramwajem, który biegnie wzdłuż alei Lenina.

## Galeria

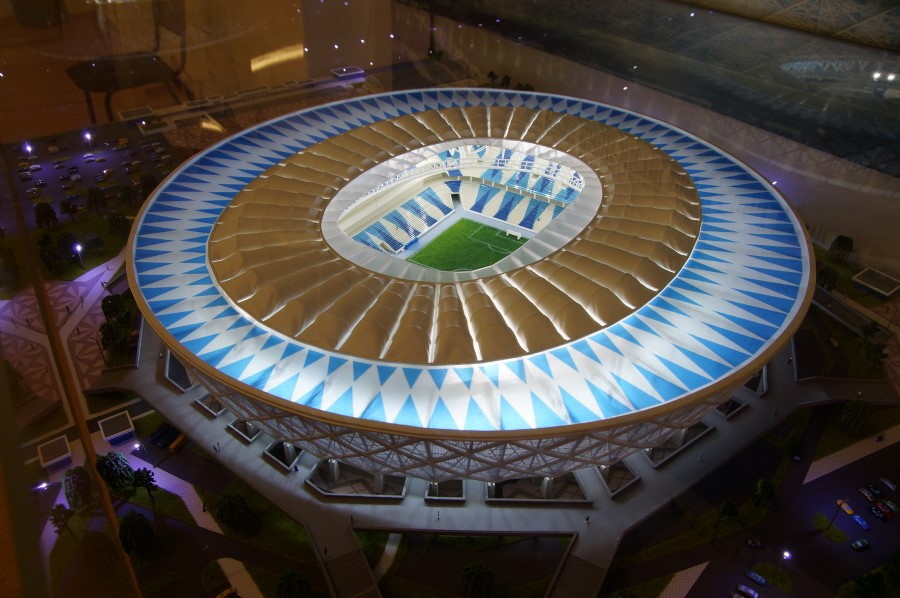
Makieta stadionu - widok z góry
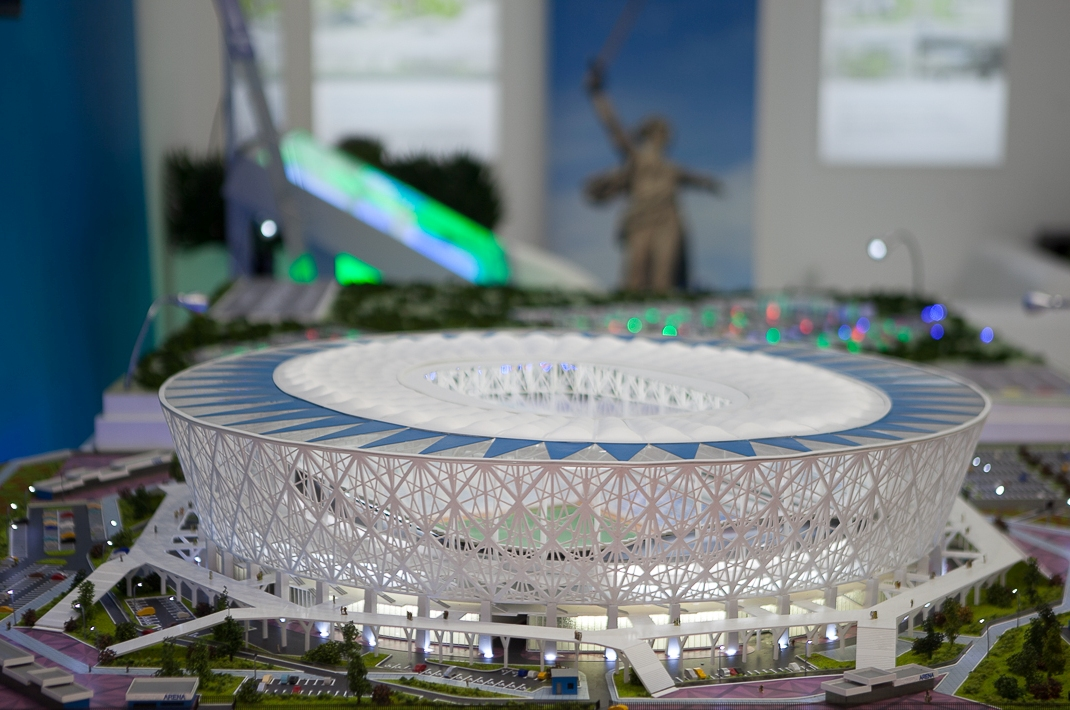
Makieta stadionu - widok z boku
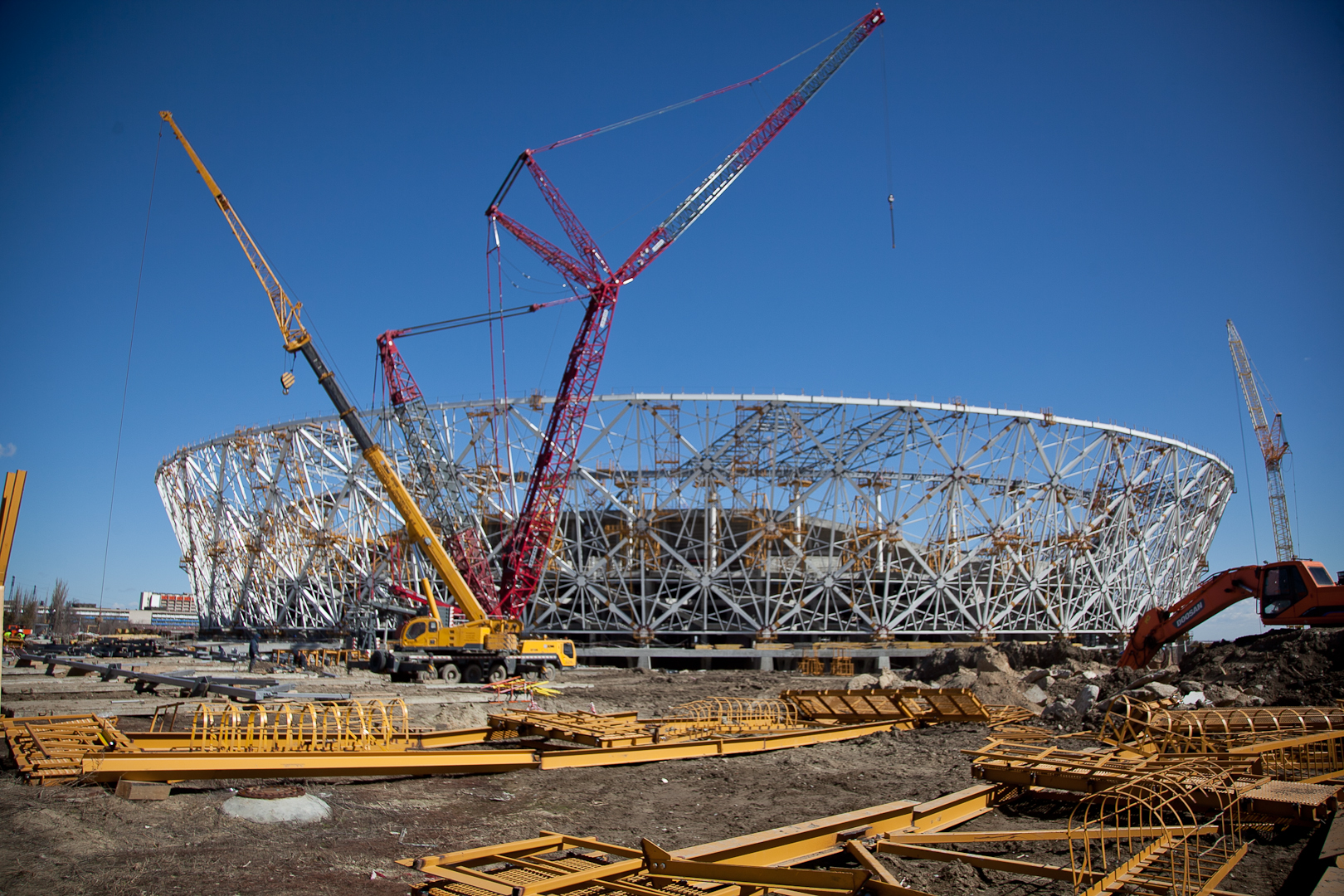
Budowa stadionu w marcu 2017 roku
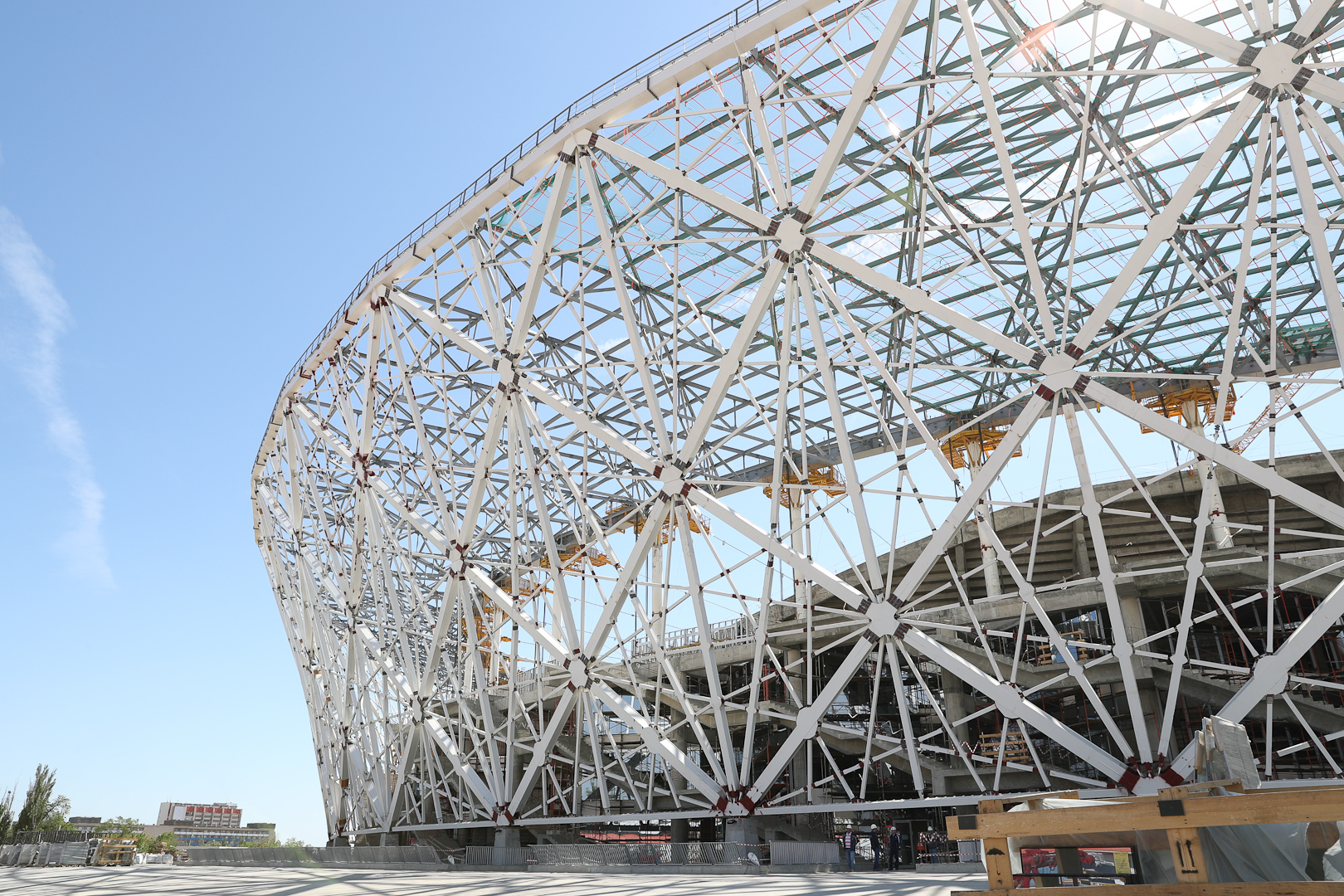
Fasada stadionu w czerwcu 2017 roku
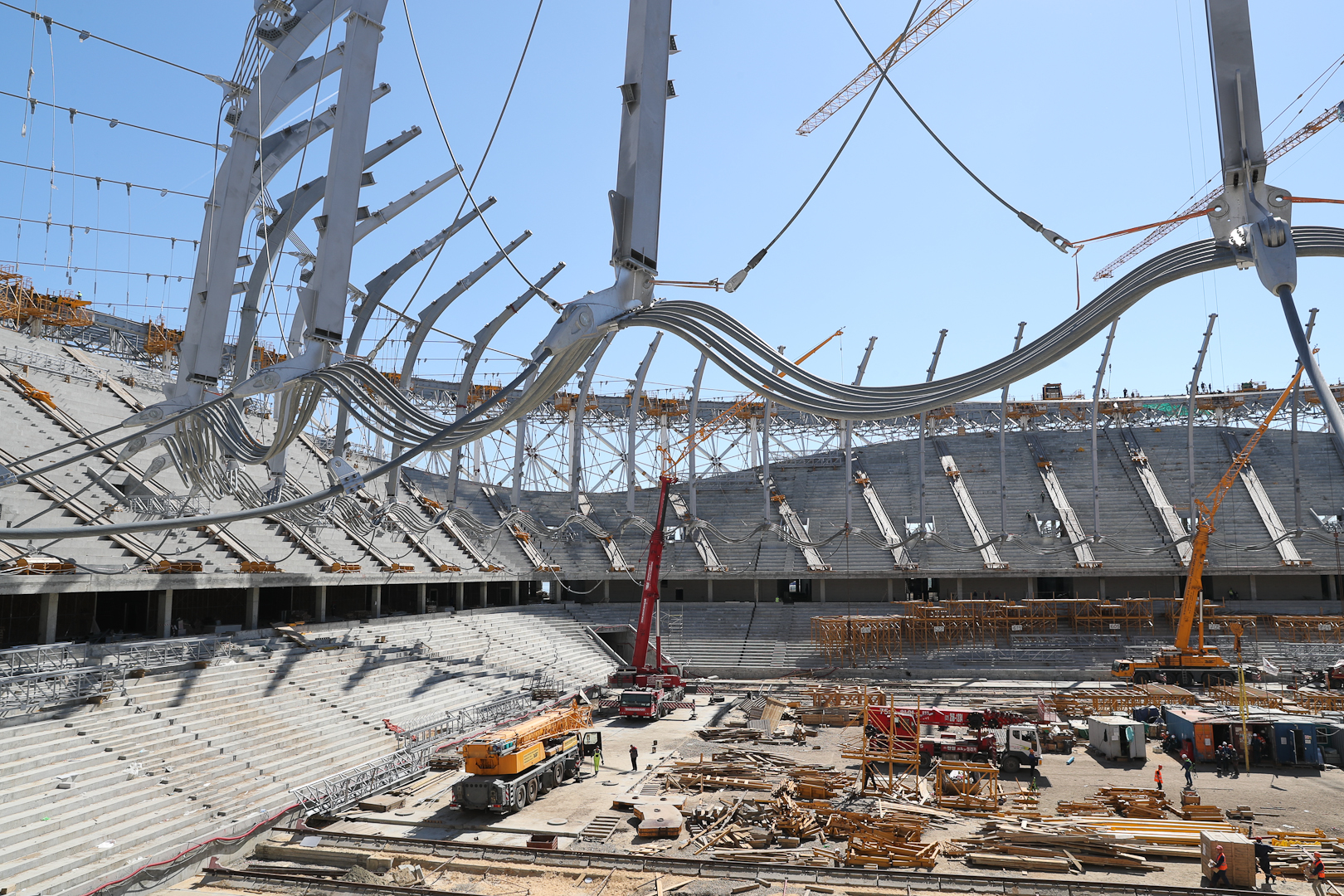
Wnętrze stadionu w czerwcu 2017 roku
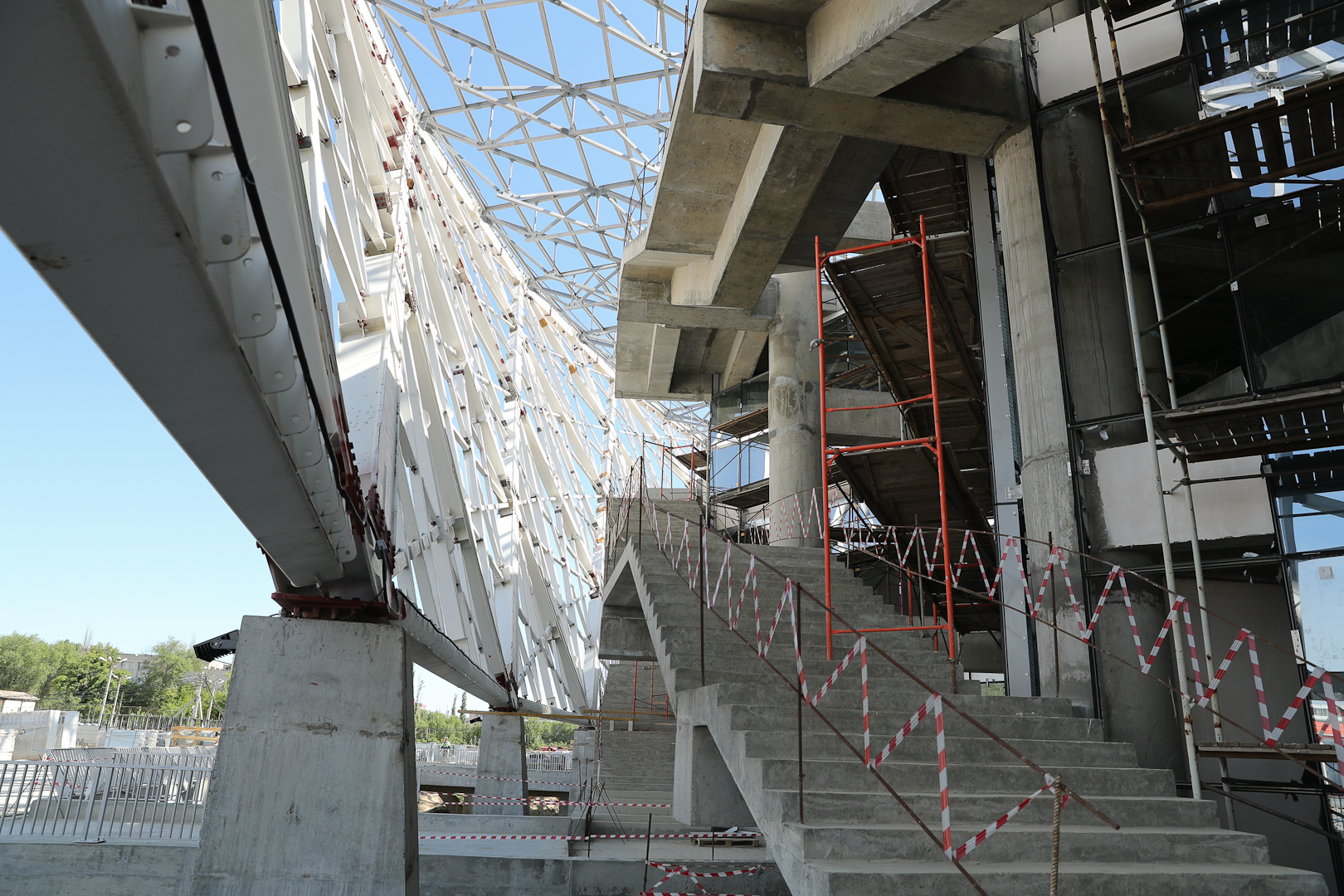
Budowa stadionu w czerwcu 2017 roku
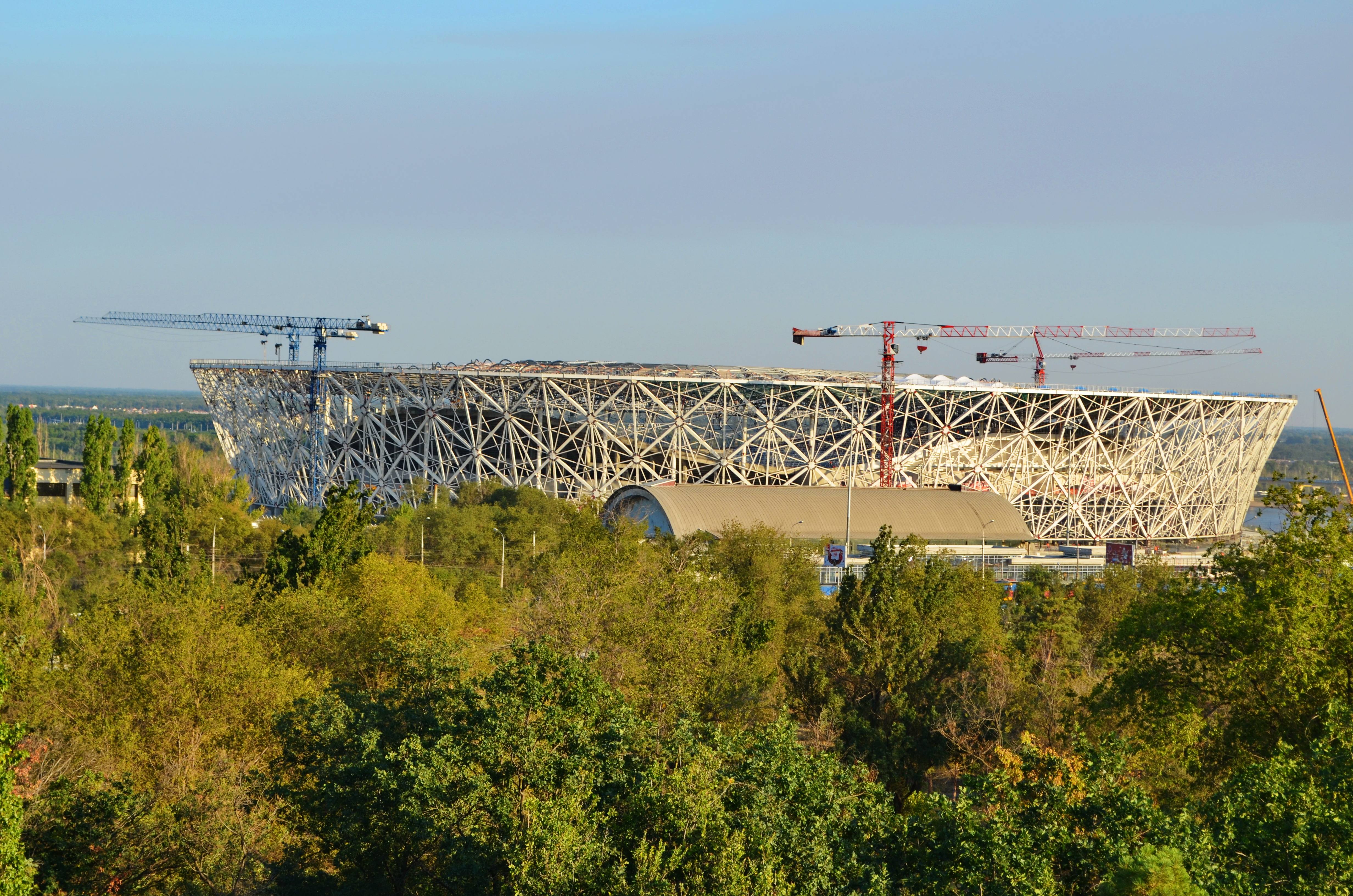
Fasada stadionu w sierpniu 2017 roku